# جويل ألانسون
جويل ألانسون (بالسويدية: Joel Allansson)‏ (3 نوفمبر 1992 بالسويد - ) هو لاعب كرة قدم سويدي في مركز الوسط. شارك مع منتخب السويد تحت 17 سنة لكرة القدم ومنتخب السويد تحت 19 سنة لكرة القدم ومنتخب السويد تحت 21 سنة لكرة القدم. أما مع النوادي، فقد لعب مع نادي راندرس ونادي غوتبورغ وNybro IF ‏.

## روابط خارجية
- جويل ألانسون على موقع اتحاد السويد (السويدية)
- جويل ألانسون على موقع قاعدة بيانات كرة القدم.إي يو (الإنجليزية)
- جويل ألانسون على موقع Soccerway.com (الإنجليزية)